# Geysen-Gletscher
Der Geysen-Gletscher ist ein großer, 22 km langer Nebengletscher des Fisher-Gletschers im ostantarktischen Mac-Robertson-Land. In den Prince Charles Mountains fließt er zwischen Mount Bayliss und Mount Ruker in nordöstlicher Richtung.
Luftaufnahmen der Australian National Antarctic Research Expeditions aus den Jahren 1956 und 1957 dienten seiner Kartierung. Das Antarctic Names Committee of Australia benannte ihn nach dem aus den Niederlanden stammenden Henrik Geysen (* 1921), Leiter der Mawson-Station im Jahr 1960.